# Samuel Mráz
Samuel Mráz (Malacky, 13 de mayo de 1997) es un futbolista eslovaco. Su posición es la de delantero y su club es el Servette F. C. de la Superliga de Suiza.

## Trayectoria

### Inicios en Eslovaquia
Samuel debutó a la edad de 16 años en el primer equipo del F. K. Senica el 12 de abril de 2014 en un partido correspondiente a la jornada 26 de la Superliga de Eslovaquia ante el F. K. AS Trenčín.
El 31 de enero de 2017 se hace oficial su traspaso al M. Š. K. Žilina firmando un contrato de tres años y medio. Su debut oficial fue ante su exequipo F. K. Senica teniendo como resultado final una derrota con marcador de 2-0.

### Italia
Tras una temporada donde terminó siendo el máximo goleador de la Superliga de Eslovaquia, se hace oficial su transferencia al fútbol italiano con el Empoli FC firmando un contrato hasta 2022.
El 30 de enero de 2019 se hace oficial su préstamo al Crotone.

### Nuevas cesiones
Para la temporada 2019-20 regresó al Empoli después de su préstamo con el Crotone, pero antes de finalizar el periodo de traspasos fue cedido hasta final de temporada al Brøndby IF. El 13 de agosto de 2020 se hace oficial su préstamo al Zagłębie Lubin para la temporada 2020-21.

### Regreso a Italia
El 9 de agosto de 2021 abandonó definitivamente el Empoli F. C. y se marchó al Spezia Calcio junto a su compañero Dimitris Nikolaou. Unas semanas después fue cedido al Š. K. Slovan Bratislava.

### C. D. Mirandés
El 1 de septiembre de 2022 llegó en calidad de cedido al C. D. Mirandés por una temporada para jugar en la Segunda División de España. El 24 de enero se canceló la cesión y se marchó inmediatamente al Anorthosis Famagusta. Tras este último préstamo se desvinculó definitivamente del club italiano y firmó por dos años con el Volos F. C. griego. A pesar de ello no completó ni una campaña, ya que el siguiente mes de febrero se marchó al Motor Lublin polaco.
El 28 de mayo de 2025, tras haber marcado dieciséis goles en la Ekstraklasa esa temporada, fichó por el Servette F. C.

## Selección nacional

### Participaciones en selección nacional
| Torneo                                                                  | Categoría | Sede    | Resultado    | Partidos | Goles |
| ----------------------------------------------------------------------- | --------- | ------- | ------------ | -------- | ----- |
| Fase de clasificación para el Campeonato Europeo Sub-17 de la UEFA 2014 | Sub-17    | Rusia   | No clasificó | 3        | 0     |
| Fase de clasificación para el Campeonato Europeo de la UEFA Sub-19 2016 | Sub-19    | Rusia   | Clasificó    | 3        | 0     |
| Ronda Élite para el Campeonato Europeo de la UEFA Sub-19 2016           | Sub-19    | Austria | No clasificó | 3        | 0     |
| Fase de clasificación par la Eurocopa Sub-21 de 2019                    | Sub-21    | Italia  | No clasificó | 5        | 3     |
| Liga de Naciones UEFA 2022-23                                           | Absoluta  | UEFA    | Primera fase | 1        | 0     |

## Estadísticas

### Clubes
Actualizado al último partido jugado el 8 de noviembre de 2024.
| F. K. Senica · Eslovaquia | 1.ª           | 2013-14       | 8   | 0  | -  | - | - | - | 8   | 0  | 0.00 |
| F. K. Senica · Eslovaquia | 1.ª           | 2014-15       | 15  | 1  | 2  | 0 | - | - | 17  | 1  | 0.05 |
| F. K. Senica · Eslovaquia | 1.ª           | 2015-16       | 21  | 2  | 1  | 0 | - | - | 22  | 2  | 0.09 |
| F. K. Senica · Eslovaquia | 1.ª           | 2016-17       | 19  | 2  | 1  | 1 | - | - | 20  | 3  | 0.15 |
| F. K. Senica · Eslovaquia | Total         | Total         | 63  | 5  | 4  | 1 | 0 | 0 | 67  | 6  | 0.08 |
| M. Š. K. Žilina · Eslovaquia | 1.ª           | 2016-17       | 11  | 2  | 1  | 2 | - | - | 12  | 4  | 0.33 |
| M. Š. K. Žilina · Eslovaquia | 1.ª           | 2017-18       | 34  | 21 | 5  | 0 | 1 | 0 | 39  | 22 | 0.56 |
| M. Š. K. Žilina · Eslovaquia | Total         | Total         | 45  | 23 | 6  | 2 | 1 | 0 | 52  | 25 | 0.48 |
| Empoli F. C. · Italia | 1.ª           | 2018-19       | 6   | 1  | 0  | 0 | 0 | 0 | 6   | 1  | 0.05 |
| Empoli F. C. · Italia | Total         | Total         | 6   | 1  | 0  | 0 | 0 | 0 | 6   | 1  | 0.05 |
| F. C. Crotone · Italia | 2.ª           | 2018-19       | 5   | 1  | -  | - | - | - | 5   | 1  | 0.20 |
| F. C. Crotone · Italia | Total         | Total         | 5   | 1  | 0  | 0 | 0 | 0 | 5   | 1  | 0.20 |
| Brøndby IF Dinamarca | 1.ª           | 2019-20       | 21  | 4  | 2  | 1 | - | - | 23  | 5  | 0.24 |
| Brøndby IF Dinamarca | Total         | Total         | 21  | 4  | 2  | 1 | 0 | 0 | 23  | 5  | 0.24 |
| Zagłębie Lubin · Polonia | 1.ª           | 2020-21       | 27  | 2  | 2  | 1 | - | - | 29  | 3  | 0.11 |
| Zagłębie Lubin · Polonia | Total         | Total         | 27  | 2  | 2  | 1 | 0 | 0 | 29  | 3  | 0.11 |
| Spezia Calcio · Italia | 1.ª           | 2021-22       | 2   | 0  | 1  | 0 | - | - | 3   | 0  | 0.00 |
| Spezia Calcio · Italia | Total         | Total         | 2   | 0  | 1  | 0 | 0 | 0 | 3   | 0  | 0.00 |
| ŠK Slovan Bratislava · Eslovaquia | 1.ª           | 2021-22       | 19  | 7  | 2  | 1 | 6 | 1 | 27  | 9  | 0.33 |
| ŠK Slovan Bratislava · Eslovaquia | Total         | Total         | 19  | 7  | 2  | 1 | 6 | 1 | 27  | 9  | 0.33 |
| C. D. Mirandés · España | 2.ª           | 2022-23       | 11  | 0  | 2  | 0 | - | - | 13  | 0  | 0    |
| C. D. Mirandés · España | Total         | Total         | 11  | 0  | 2  | 0 | 0 | 0 | 13  | 0  | 0    |
| Anorthosis Famagusta Chipre | 1.ª           | 2022-23       | 19  | 6  | 2  | 0 | - | - | 21  | 6  | 0.32 |
| Anorthosis Famagusta Chipre | Total         | Total         | 19  | 6  | 2  | 0 | 0 | 0 | 21  | 6  | 0.29 |
| Volos NFC · Grecia | 1.ª           | 2023-24       | 3   | 0  | -  | - | - | - | 3   | 0  | 0    |
| Volos NFC · Grecia | Total         | Total         | 3   | 0  | 0  | 0 | 0 | 0 | 3   | 0  | 0    |
| Motor Lublin · Polonia | 2.ª           | 2023-24       | 16  | 6  | -  | - | - | - | 16  | 6  | 0.38 |
| Motor Lublin · Polonia | 1.ª           | 2024-25       | 15  | 7  | -  | - | - | - | 15  | 7  | 0.47 |
| Motor Lublin · Polonia | Total         | Total         | 31  | 13 | 0  | 0 | 0 | 0 | 31  | 13 | 0.42 |
| Total carrera | Total carrera | Total carrera | 252 | 62 | 21 | 6 | 7 | 1 | 280 | 69 | 0.25 |
| (1) Incluye datos de Copa de Eslovaquia. (2) Incluye datos de Liga de Campeones de la UEFA (2017-18). (3) No incluye goles en partidos amistosos. |               |               |     |    |    |   |   |   |     |    |      |

### Selecciones
Actualizado al último partido jugado el 25 de septiembre de 2022.
| Selección             | Año   | Eliminatorias | Eliminatorias | Eliminatorias | Continental | Continental | Continental | Mundial | Mundial | Mundial | Amistosos | Amistosos | Amistosos | Total | Total | Total  | Media goleadora |
| Selección             | Año   | Part.         | Goles         | Asist.        | Part.       | Goles       | Asist.      | Part.   | Goles   | Asist.  | Part.     | Goles     | Asist.    | Part. | Goles | Asist. | Media goleadora |
| --------------------- | ----- | ------------- | ------------- | ------------- | ----------- | ----------- | ----------- | ------- | ------- | ------- | --------- | --------- | --------- | ----- | ----- | ------ | --------------- |
| Sub-16 · Eslovaquia   |       |               |               |               |             |             |             |         |         |         |           |           |           |       |       |        |                 |
| 2012                  | —     | —             | —             | —             | —           | —           | —           | —       | —       | 1       | 0         | 0         | 1         | 0     | 0     | 0.00   |                 |
| Total                 | 0     | 0             | 0             | 0             | 0           | 0           | 0           | 0       | 0       | 1       | 0         | 0         | 1         | 0     | 0     | 0.00   |                 |
| Sub-18 · Eslovaquia   |       |               |               |               |             |             |             |         |         |         |           |           |           |       |       |        |                 |
| 2015                  | —     | —             | —             | —             | —           | —           | —           | —       | —       | 3       | 2         | 1         | 3         | 2     | 1     | 0.66   |                 |
| Total                 | 0     | 0             | 0             | 0             | 0           | 0           | 0           | 0       | 0       | 3       | 2         | 1         | 3         | 2     | 1     | 0.66   |                 |
| Sub-19 · Eslovaquia   |       |               |               |               |             |             |             |         |         |         |           |           |           |       |       |        |                 |
| 2015                  | —     | —             | —             | 3             | 0           | 0           | —           | —       | —       | 1       | 0         | 0         | 4         | 0     | 0     | 0.00   |                 |
| 2016                  | —     | —             | —             | 3             | 1           | 0           | —           | —       | —       | —       | —         | —         | 3         | 1     | 0     | 0.33   |                 |
| Total                 | 0     | 0             | 0             | 6             | 1           | 0           | 0           | 0       | 0       | 1       | 0         | 0         | 7         | 1     | 0     | 0.14   |                 |
| Sub-21 · Eslovaquia   |       |               |               |               |             |             |             |         |         |         |           |           |           |       |       |        |                 |
| 2017                  | —     | —             | —             | 2             | 0           | 0           | —           | —       | —       | —       | —         | —         | 2         | 0     | 0     | 0.00   |                 |
| 2018                  | —     | —             | —             | 3             | 3           | 1           | —           | —       | —       | 1       | 1         | 0         | 4         | 4     | 1     | 1.00   |                 |
| Total                 | 0     | 0             | 0             | 5             | 3           | 1           | 0           | 0       | 0       | 1       | 1         | 0         | 6         | 4     | 1     | 0.66   |                 |
| Absoluta · Eslovaquia |       |               |               |               |             |             |             |         |         |         |           |           |           |       |       |        |                 |
| 2018                  | —     | —             | —             | —             | —           | —           | —           | —       | —       | 1       | 0         | 0         | 1         | 0     | 0     | 0.00   |                 |
| 2019                  | —     | —             | —             | 1             | 0           | 0           | —           | —       | —       | 1       | 1         | 0         | 2         | 1     | 0     | 0.50   |                 |
| 2020                  | —     | —             | —             | 1             | 0           | 0           | —           | —       | —       | —       | —         | —         | 1         | 0     | 0     | 0.00   |                 |
| 2022                  | —     | —             | —             | 1             | 0           | 0           | —           | —       | —       | —       | —         | —         | 1         | 0     | 0     | 0.00   |                 |
| Total                 | 0     | 0             | 0             | 3             | 0           | 0           | 0           | 0       | 0       | 2       | 1         | 0         | 5         | 1     | 0     | 0.20   |                 |
| Total                 | Total | 0             | 0             | 0             | 14          | 4           | 1           | 0       | 0       | 0       | 8         | 4         | 1         | 22    | 8     | 2      | 0.36            |
| 1. 2.                 |       |               |               |               |             |             |             |         |         |         |           |           |           |       |       |        |                 |

#### Partidos internacionales
| Detalle de partidos internacionales | Detalle de partidos internacionales | Detalle de partidos internacionales          | Detalle de partidos internacionales | Detalle de partidos internacionales | Detalle de partidos internacionales | Detalle de partidos internacionales | Detalle de partidos internacionales |
| N°                                  | Fecha                               | Estadio                                      | Rival                               | Resultado                           | Goles                               | Asist.                              | Competición                         |
| Selección absoluta                  | Selección absoluta                  | Selección absoluta                           | Selección absoluta                  | Selección absoluta                  | Selección absoluta                  | Selección absoluta                  | Selección absoluta                  |
| ----------------------------------- | ----------------------------------- | -------------------------------------------- | ----------------------------------- | ----------------------------------- | ----------------------------------- | ----------------------------------- | ----------------------------------- |
| 1.                                  | 16 de octubre de 2018               | Friends Arena, Solna, Suecia                 | Suecia                              | 1:1                                 |                                     |                                     | Amistoso                            |
| 2.                                  | 7 de junio de 2019                  | Estadio Anton Malatinský, Trnava, Eslovaquia | Jordania                            | 5:1                                 | 74'                                 |                                     | Amistoso                            |
| 3.                                  | 19 de noviembre de 2019             | Estadio Anton Malatinský, Trnava, Eslovaquia | Azerbaiyán                          | 2:0                                 |                                     |                                     | Amistoso                            |
| 4.                                  | 12 de noviembre de 2020             | Windsor Park, Belfast, Irlanda del Norte     | Irlanda del Norte                   | 1:2                                 |                                     |                                     | CC Eurocopa                         |
| 5.                                  | 25 de septiembre de 2022            | TSC Arena, Bačka, Serbia                     | Bielorrusia                         | 1:1                                 |                                     |                                     | Liga de Naciones UEFA               |

## Palmarés

### Campeonatos nacionales
| Título                  | Club                    | País       | Año     |
| ----------------------- | ----------------------- | ---------- | ------- |
| Superliga de Eslovaquia | M. Š. K. Žilina         | Eslovaquia | 2016-17 |
| Superliga de Eslovaquia | Š. K. Slovan Bratislava | Eslovaquia | 2021-22 |

### Distinciones individuales
| Distinción                             | Año     |
| -------------------------------------- | ------- |
| Goleador de la Superliga de Eslovaquia | 2017-18 |